# Majau
Majau is een bestuurslaag in het regentschap Pandeglang van de provincie Banten, Indonesië. Majau telt 3518 inwoners (volkstelling 2010).